# Travisia foetida
Travisia foetida är en ringmaskart som beskrevs av Hartman 1969. Travisia foetida ingår i släktet Travisia och familjen Opheliidae. Inga underarter finns listade i Catalogue of Life.